# André Hahn (homme politique)
Pour les articles homonymes, voir André Hahn.
André Hahn, né le 20 avril 1963, est un homme politique allemand. Il est député au Bundestag depuis 2013, représentant le parti de gauche Die Linke.

## Biographie

### Formation
Après une formation de typographe, André Hahn enseigne l'allemand et l'histoire de l'université Humboldt de 1984 à 1989. Il fait des études de sciences politiques jusqu'au doctorat qu'il obtient en 1994.

### Parcours politique
Il est membre du Parti socialiste unifié d'Allemagne (SED) en 1985, puis, en 1990, du Parti du socialisme démocratique (PDS), qui devient ensuite Die Linke. De 1991 à 1995, il fait partie de la direction du PDS dans le Land de Saxe et de 1992 à 1999, il est membre du conseil fédéral du parti.
De 1994 à 2013, il est député au Landtag de Saxe. Il est président du groupe de Die Linke de 2007 à 2012.
Il est membre du Bundestag depuis 2013, vice-président du groupe parlementaire de Die Linke.